# 小泉綾子
小泉 綾子（こいずみ あやこ、1985年 - ）は、日本の小説家。東京都生まれ、在住。ZINE作成などフリーライターとしても活動する。

## 経歴
2022年、「あの子なら死んだよ」で第8回林芙美子文学賞佳作を受賞。2023年、「無敵の犬の夜」で第60回文藝賞を受賞し、初の単行本が刊行される。

## 作品リスト

### 単行本
- 『無敵の犬の夜』（2023年11月 河出書房新社）
  - 初出:『文藝』2023年冬季号

### 単行本未収録
小説
- 「あの子なら死んだよ」 - 『小説トリッパー』2022年春季号
- 「特別な教育」 - 『GOAT meets』01（2025年7月）

エッセイ
- 「宇宙に放つ」 - 『小説トリッパー』2024年春季号
- 「私の黒歴史 星の名は」[5] - 『小説 野性時代』2024年5月号

対談
- 「受賞記念対談 町田康×小泉綾子 無鉄砲さこそが愛おしい」[6] - 『文藝』2023年冬季号